# Sándorfalva
Sándorfalva város Csongrád-Csanád vármegye szegedi járásában. 5577 hektáros kiterjedésével a megye legkisebb közigazgatási területű városa.

## Fekvése
Sándorfalva Szegedtől 14 km-re északra, Szeged és az ópusztaszeri Nemzeti Történeti Emlékpark között félúton, a Szegedet Csongráddal összekötő 4519-es út mentén helyezkedik el. Az 5-ös főútról Szatymaz felől közelíthető meg, a 4525-ös úton.
A település szomszédai délről Szeged, keletről Algyő és Hódmezővásárhely, északról Dóc, nyugatról Szatymaz és Balástya. Keletről 1 km hosszban a Tisza sodorvonala a közigazgatási határ.

## Természetföldrajza
Sándorfalva Magyarország földrajzi kistájai közül a Dorozsma–Majsai-homokhát és a Dél-Tisza-völgy találkozásánál fekszik. A település környékén a homokhát átlagosan 82-85 méteres tengerszint feletti magasságú, míg a Tisza-völgy 80 m alatti.
Az északnyugat-délkeleti csapású, ebben az irányban fokozatosan lejtő homokhát a Duna–Tisza közi homokhátság délkeleti elvégződése, s a település belterületén, illetve attól északra és nyugatra fordul elő. A homokhát jellemző felszíni formái a maradékgerincek és lepelhomok-hátak, amelyeken homoktalajok alakultak ki, valamint a homokformák közé ékelődő szélbarázdák (semlyékek), ahol mésztartalmú lápi, réti és sziki talajok egyaránt létrejöttek, esetenként réti dolomitok, réti mészkövek képződtek.
Sándorfalva belterületétől délre és keletre egy löszterület található, amely egészen Röszkéig húzódik a Tisza jobb partján, s amelyet egyes kutatók Szegedi-sík néven külön kistájként javasolnak elkülöníteni, s megkülönböztetni a Tisza hordalékaival borított Tisza-völgytől. A löszön csernozjom talajok és a szikesek egyaránt előfordulnak; a szegedi Fehér-tó egy szikes medencében foglal helyet.
Sándorfalva belterületétől északkeletre a Tisza fiatal völgye húzódik, ahol a folyó által lerakott hordalékokon (homok, kőzetliszt, iszap, agyag) öntéstalajok, réti talajok jöttek létre, valamint itt is előfordulnak a szikes talajok.

## Természeti értékei
A település külterületének jelentős része a Pusztaszeri Tájvédelmi Körzethez tartozik, így szikes pusztái a szikes növénytársulásokkal, homoki erdője, illetve a Tisza-menti ártéri erdők védett természeti értékek.
A fokozottan védett szegedi Fehér-tó Sándorfalva déli szomszédságában terül el a szegedi műút nyugati oldalán, de Szeged külterületéhez tartozik. A Sándorfalvi-halastavakat, vagy más nevén Fertői-halastavakat a műút átellenes keleti oldalán az 1990-es években alakították ki a haltermelés bővítésére. Mindkét állóvíz látogatásához a Kiskunsági Nemzeti Park és a halgazdaság engedélye szükséges. A Sándorfalvi-halastavak északi tóegységei Sándorfalva, a déliek pedig Szeged közigazgatási területéhez tartoznak. A Fehér-tó szikes medencéjéhez északkeleti irányban a Bezúr-szék és a Szapor-szék szikes pusztája, északnyugati irányban pedig a Sándorfalvi-rét (Székalj) mézpázsitos, sziki zsázsás, szikfoltos területe kapcsolódik. A már Szatymaz külterületére eső rét a szatymazi műúttól délre helyezkedik el, miután Sándorfalva felől áthaladtunk a Kisteleki-főcsatorna felett. A műút felől tamariszkusz bokrokkal eltakart réten még költ néhány pár széki lile, nagy goda, bíbic, piroslábú cankó, sárga billegető és mezei pacsirta.
A tájvédelmi körzet egybefüggő erdeje az 500 hektáros, változatos szerkezetű Sándorfalvi-erdő (Vöröscsárdai-erdő), mely a csongrádi műúttól keletre húzódik észak-déli irányban a város külterületétől egészen a dóci határig, ahonnan a Hantházi-erdőben folytatódik. Az erdőt homokra telepítették (homoki erdő), s állományának életkora eléri a 100 évet. Találunk benne homokbányát, szikes laposokat, homoki gyepeket, gombalelőhelyeket, telepített lomb- és tűlevelű erdőket (akácosok, nemesnyárasok, fenyvesek), és természetközeli erdőfoltokat (tölgyesek, hazai nyárasok) is. Mivel az erdő párhuzamos a Tiszával, ezért a madárvonulásban is szerepet játszik, madarakban igen gazdag: az eddig megfigyelt fajok száma meghaladja a százat, ebből 62 fészkelt is a területen. A legfontosabbak ezek közül a fekete harkály, a szalakóta, a lappantyú. Legalább tízféle olyan növény díszlik itt, az Alföld közepén, amely ide legközelebb csak az Északi- vagy a Dunántúli-középhegységben fordul elő (pl. pirosló hunyor, kisvirágú hunyor, kis meténg, szártalan kankalin, tavaszi kankalin, kétlevelű vagy tavaszi csillagvirág, medvehagyma, szagos müge, sárga árvacsalán, fodros gólyaorr); ezek a növények nem őshonosak itt, minden bizonnyal mesterséges úton kerültek ide.
Sándorfalva belterületétől mintegy 6 km-re északkeletre található a Tisza egyik holtága, az Atkai-holtág, mely az Atkai-szigetet öleli körbe. A holtág egy horgászparadicsom szép természeti környezetben. Az Atkai-holtág közelében található Sas-ér fokozottan védett, ezért csak engedéllyel látogatható erdő- és madárrezervátum (ártéri fűz-nyár ligeterdő, kiskócsag, gémek, réti sas).
A csongrádi műúttól nyugatra található a kővágói bányató (Nádas-tó), s még néhány kisebb tó (Orchideás tavak néven is ismertek), amelyek nem a tájvédelmi körzethez tartoztak, de sokáig ex lege védettségre javasolták őket. Aztán homokbányászatba kezdtek itt, s az így kialakult két gödröt halastóvá , illetve stranddá alakították át - horgászási, csónakázási lehetőséggel. Majd a sándorfalvi önkormányzat vásárolta meg a területet, s létrehozta rajta a Nádastó Szabadidőközpontot. A szabadidőközpontot a várossal egy közel 1 km hosszú séta- és kerékpárút is összeköti, amely mentén információs táblákon mutatják be többek között Sándorfalva történetét és természeti értékeit.
A 2001 óta fennálló, mintegy 1,1 km hosszúságú Sándorfalvi Tan- és Sétaösvény, mely szintén nem a tájvédelmi körzet része, az Akácfa utca északnyugati végén, a belterület határán indul. A 20 hektáros erdőrészleten kialakított útvonal mentén ismertető táblák segítik a tájékozódást. A növénytársulások mellett elsősorban a madárvilág figyelhető meg.

## Története

### Kezdetek
Területének kialakulása és történetének múltja egykori birtokjogi helyzetével függött össze. A határa közelében állt egykori falvak területébe volt beolvadva. A 12. század végéig mint királyi birtokot ismerték, a közlekedő utaktól távol fekvő terület volt, így nyoma sincs egykori lakottságának. A szeri Pósa család birtokai között számítható 1417-ig, a családnak Pósa Istvánnal való kihaltáig.
1508-ban új adomány útján Szerdahelyi Imreffy Mihály birtoka lett, akinek néhány éven át tartó birtoklását Porkoláb Márton váltotta fel. E család tulajdonolta legtovább, mert a szomszédos területek egybefüggő egészben már a birtokuk volt. Mágocsi Porkoláb Márton gyulai várnagysága alatt Gáspár fia, mint Ferdinánd király hűséges tisztje ismételt adományokkal gazdagította családjának anyagi helyzetét. A békés helyzetet a gyakran ismétlődő hadjáratok veszélyeztették, mert a területe gazdaságilag értékes volt. A török harcok 1552-től minden addigi fejlődést leromboltak, a környező vidék először pusztult el az új veszélytől. Puszta terület maradt, ősi elhagyottságban, ahol semmi sem maradt egykori gyér lakosságából. Még a népes falvak is kopáran álltak, legfeljebb a füzesekben éltek menekültek, akik itt próbálták kivárni a jobb jövőt.
Már a török hódoltság alatt, a gyors lendülettel megismétlődő harcok ellenére, Szeged bérelt pusztája lett. A szegedi bég tímárbirtokát képezte. A bérletek, évente megújítva, egészen a török uralom megszűntéig állandósultak.

### Sövényháza
Sövényháza a mai település közelében vagy helyén feküdt. Történelem előtti leletei alapján egyik bronzkoi telep a vármegyében. Régi neve Sewenháza névalakban is szerepel. Valószínűleg füzesekből font növényoldalú házaitól nyerte a nevét.
Kézai Simon mester krónikája (Gesta Hung.) szerint Attila székhelye volt. Sokan voltak, akik a hagyományokból megőrzött kincsét kutatási alapnak vették. Királyi birtoknak ismerjük századokon át. Királyi lakhely is, amelyet régente Sövényvárnak neveztek. Mint királyi kastély helyét is említik. Vallási okokból a királlyal szembehelyezkedő kunok ostromolták várát. Rubin ispán a királyi sereg egy részével védte az elpusztulástól. A körülötte felépült falu elpusztult a pusztító kunok miatt.
Királyi birtoknak tekinthető a falu a 14. század folyamán is. A helybeli népesség a várhoz tartozott és így csak a várispánnak volt alárendelve. A lakosság főfoglalkozása halászat. Határában több nagy halastó terül el, amelyek jövedelméből a királyon kívül a helybeli várnak és az egyháznak is szolgáltatnak. A falu neve 1455-ben Sewenház, 1515-ben Sewenháza alakban fordul elő.
1515-ben Mágocsy Porkoláb Márton birtokszerzeményei között szerepel. A még másokat is megillető jogot pénzen váltotta meg. Mágocsy Gáspár és András idejében új jobbágylakossággal szaporították. Amikor 1554-ben „Sövénház“ falut felvették a fejadódefterbe, 32 lakóházból állt 15 fizető és nemfizető (szegény) magyar jobbágy lakossal (Velics II. 145).
Mágocsy Gáspár sokat panaszkodott 1559-ben Bornemissza gyulai várispánsága alatt, mert e birtokának jövedelmét felszedte és a jobbágyokat rendkívüli adóval terhelte. Azután a török hűbéres és az itteni katonaság is folytonosan zsarolta a lakosságot. Mágocsy Gáspár, mikor Torna várába költözött, sógorának, Móricz Péternek adta Sövényházát. Később halála után örökösei is a Móricz család tagjai lettek, valamint Kátay Ferenc is.
1562-ben birtokosai: Móricz Lőrinc, Kovács Gáspár és Berényi Péter voltak. A 17. században Sövényházi Móricz Márton Báthory Gábortól kapott oltalomlevelet gyér népességű falujára oltalmul a borosjenői tisztek garázdálkodásai ellen. Később Móricz Mártont hűtlenség miatt mellőzték. 1621-ben Bethlen Gábor Kornis Zsigmondnak adományozta a már pusztává lett Sövényházát.
A szendrei gyűlés 1649-ben a lakatlan puszták között említette Sövényházát. A hódoltság alatt éppúgy, mint a felszabadítás után Dőcz, Serkéd és Fark pusztákkal együtt a szegediek bérelték 1733-ig.

### A török után
A török uralomtól való felszabadító háborúk után hosszú időn át a szegedi kamara ideiglenes felügyelete alá került. A puszta részeket, egységesen Sövényházától kezdve, Szeged városa bérelte. A szerződéses viszonyt későbben gróf Corusburg kincstári főigazgatóval hosszabbították meg, aki a kincstári tulajdonban lévő pusztákat kezelte. A sok felegyzés, ami a növekvő bérletösszeg miatt Szeged részéről beérkezett a kamarához, kényszerítette, hogy egységes megoldással egy uradalmi birtokká egyesített terület legyen. Elsősorban a panasztevő város szerette volna megszerezni, de az intéző körök, az előírásokra hivatkozva, elutasították a kérelmet.
A puszta terület mint Algyő tartozéka 1733 dec. 3-án kelt királyi adománylevéllel gróf Erdődy Györgynek, a királyi kincstár alelnökének tulajdona lett. Gazdaságilag az új birtokos is fenntartotta Szegeddel a szerződést. Birtokainak vezetését jószágkormányzójára bízta, mert 1748-tól mint országbírót teljesen a közügyek foglalták le. Utóda, többi gyermekének mellőzésével, Kristóf fia lett, aki már addig is eladósodott birtokot újabb kölcsönökkel terhelte meg, úgy hogy 1775-ben az uradalom, amelyhez a község területe is tartozott, egy olasz betéti társaság zálogtulajdonába ment át, amelyből egyik részbetétese, őrgróf Pallavicini Károly özvegye, gróf Zichy Leopoldina vásárolta meg engedély mellett.

### Sándorfalva
Sándorfalvát 1879. június 12-én alapították a Pallavicini család uradalmán, amikor a tiszai nagy árvíz által romba döntött Algyő lakosainak egy része itt, a törökök által elpusztított középkori falu, Sövényháza területén telepedett meg.
Pallavicini Sándor őrgróf az 1879-es szegedi nagy árvíz algyői árvízkárosultjainak a 40 000 kataszteri hold területű birtokának déli részén „vízmentes” területen 300 kataszteri hold földet ajánlott fel új település létrehozására. Az őrgróf 597 háztelket parcelláztatott ki birtoka ármentes homokhátságán, ahova az árvízkárosultaknak csak kis része települt át, így több száz környékbeli szegényparaszt élhetett a letelepedés lehetőségével. A város neve az alapítóra utal.
1882-ben felépült a római katolikus templom, a községháza, az iskola, a csendőrőrs épülete. Az őrgróf az uradalom székhelyét Sándorfalvára helyezte át. A betelepülők elsősorban az uradalomban dolgoztak béresként, cselédként és iparosként. A későbbiek során az iparosok a közeli Szegeden is dolgoztak, oda, illetve a vásárba hordták a portékáikat.
Az „öregfalu” az 597 parcellájával már a 20. század elejére „kinőtte” magát. A belterület bővítését 1911-ben 36, majd 1920-ban 372 parcellával folytatták. Az akkori község szerkezete az Alföldre jellemző módon sakktáblás volt. A szabályos konstrukciójú régi falu mellett a második világháború végét követő földreform nyomán új, körutas jellegű falurész kezdett kiépülni, amely az 1950–1960-as évektől vált gyorsabbá. Sándorfalva 1970. január 1-jétől nagyközség lett, s további fejlődésének köszönhetően településfejlesztési és településszépítési versenyeken is díjat nyert.
Bár a feketeföldi tanyák nagy részét az 1970-es évek környékén elbontották, a településtől északra, a volt „Kővágói szőlőben” sokan, főként szegediek építettek maguknak üdülőt, hobbitanyát. Ezek egy része ma már lakóhelyként funkcionál. E határszél Kővágó elnevezése arra utal, hogy - a szőlők telepítése előtt - itt réti mészkőre bukkantak, amit a középkorban templomok, középületek falazatába, utóbb a tanyasiak alapozáshoz, házuk lábazatához, csirkeitatónak és sok minden egyébre használtak. A szemléletes hasonlattal „darázskű”-nek nevezett réti mészkő a környéken Pusztaszer, Kistelek, Dorozsma határában is megtalálható, „vágásával” a hatvanas évekig foglalkoztak.
A települést 2005. július 1-jei hatállyal a köztársasági elnök várossá nyilvánította.
A város központjában, a főtéren működik a Polgármesteri Hivatal.
A település jelenlegi nagysága közel 56 km², aminek több mint kilenctizede külterület. Lakásállományának 8%-a is azon található. Az alapításkori állapothoz képest ötszörösére nőtt a lakótelkek száma részben a korábbi 2000 m²-es telkek megosztásával, részben pedig új területek igénybevételével, így a belterület is több mint két és félszeresére nőtt.

## Közélete

### Polgármesterei
- 1990–1994: Kónya József (független)[11]
- 1994–1998: Darázs Sándor (független)[12]
- 1998–2002: Darázs Sándor (független)[13]
- 2002–2006: Darázs Sándor (független)[14]
- 2006–2010: Kakas Béla (független)[15]
- 2010–2014: Kakas Béla (Fidesz-KDNP)[16]
- 2014–2019: Gajdosné Pataki Zsuzsanna Mária (független)[17]
- 2019–2024: Gajdosné Pataki Zsuzsanna Mária (független)[18]
- 2024– : Gajdosné Pataki Zsuzsanna Mária (független)[1]

## Népessége
Sándorfalvát alapítása után nem sokkal, az 1880. évi népszámláláskor már közel 3400 ember lakta. Népessége a következő 40 év alatt viszonylag dinamikusan, a 6 ezres szint közelébe nőtt, majd sokáig e körül ingadozott. Fejlődése 1970 után váltott ismét nagyobb ütemre, ma közel 8 ezren lakják. Várossá nyilvánításáig Csongrád megye legnépesebb községe volt. A népesség gyarapodásának forrása eleinte a természetes szaporodás volt. Ma az elsődleges ok a pozitív vándorlási egyenlegnek köszönhető: Szegedről is megindult a nagyvárosból való kiáramlás folyamata, aminek egyik célállomása a közeli Sándorfalva lett.
Sándorfalva lakossága a megyei népességnél fiatalabb, amit jól tükröz a gyermek- (0-14 éves) és az idős (65 éves és a feletti) népesség hányadosa, az úgynevezett öregedési index is. Az új városban 100 gyermekkorúra 84 időskorú jut, 22 fővel kevesebb, mint a megyében átlagosan.
2001-ben a település lakosságának közel 100%-a magyar nemzetiségűnek vallotta magát.
A lakosság nagy része római katolikus vallású, számukat 1999-ben 6000-6200 főre becsülték. A református gyülekezetnek 1997-ben 24 teljes jogú tagja volt.
A 2011-es népszámlálás során a lakosok 88%-a magyarnak, 0,3% cigánynak, 0,3% németnek, 0,3% románnak, 0,2% szerbnek mondta magát (12% nem nyilatkozott; a kettős identitások miatt a végösszeg nagyobb lehet 100%-nál). A vallási megoszlás a következő volt: római katolikus 47,7%, református 2,3%, evangélikus 0,4%, görögkatolikus 0,3%, felekezeten kívüli 21,9% (25,9% nem nyilatkozott).
2022-ben a lakosság 91,1%-a vallotta magát magyarnak, 0,3% cigánynak, 0,3% románnak, 0,2% németnek, 0,1% szerbnek, 2,4% egyéb, nem hazai nemzetiségűnek (8,9% nem nyilatkozott; a kettős identitások miatt a végösszeg nagyobb lehet 100%-nál). Vallásuk szerint 29,2% volt római katolikus, 2% református, 0,4% görög katolikus, 0,2% evangélikus, 0,1% ortodox, 1,8% egyéb keresztény, 1% egyéb katolikus, 20,4% felekezeten kívüli (44,6% nem válaszolt).
A település népességének változása az elmúlt években:
| Lakosok száma | 7918 | 7804 | 7756 | 8174 | 8127 | 8267 | 8146 |
|               | 2013 | 2014 | 2015 | 2021 | 2022 | 2023 | 2024 |

## Gazdasági élete
A település gazdasági szerkezetére az 1960-as évekig a földművelés volt a jellemző. A külterület 70%-a 1945-ig a Pallavicini-uradalom birtoka volt, csupán a külterület délkeleti és északnyugati részén volt néhány középgazdának földje. Az 1945-ös földosztás után a sándorfalvi családok 2-5 kataszteri hold földhöz jutottak. 1948-ban megalakult az első termelőszövetkezet, 1960-ban pedig a termőföldek 99%-a termelőszövetkezeti használatba került. Az 1980-as évek elején több ipari melléküzemága is volt a szövetkezetnek, azonban a rendszerváltást követően először rt.-vé alakult, majd 1995-re az rt.-t is felszámolták jogutód nélkül. A külterületi földek túlnyomó részét két, mezőgazdasági termeléssel foglalkozó szegedi cég műveli.
1948-ban alakult meg az első ipari szövetkezet is, melyet 8 cipész alakított. A szövetkezet később varró, asztalos, műkőkészítő és lakatos üzemet is működtetett, valamint építőipari és személyi szolgáltatással bővült. Telephelyei voltak Kisteleken, Csanyteleken, Dócon, Bugacon, Szatymazon és Ruzsán. Az 1980-as években több mint 400 főt foglalkoztatott. A ’90-es évek közepétől szűkült a tevékenysége, majd 2000-ben felszámolással megszűnt. Központi telephelye önkormányzati tulajdonba került, ott személyi szolgáltatók, kereskedők és termelőüzem működik. Itt működik az okmányiroda, amely 2005 május 2-ától látja el a szegedi okmányiroda alirodájaként teljes hatáskörrel Sándorfalva, Szatymaz és Dóc települések tizennégyezer lakosát.
Az 1930-as években Barakonyi István seprűkészítő mester létrehozta a 40 főt foglalkoztató üzemét, ennek utódja lett az 1940-es évek elején alakult Népjóléti Seprűüzem. 1952-ben itt alakult meg a Háziipari Termelőszövetkezet, mely rendszerváltást követően 2004-ben felszámolással megszűnt. Telephelyén jelenleg egy cirokfeldolgozó üzem 60 csökkent munkaképességű dolgozót foglalkoztat.
Az egyetlen ipari termelő üzem a településen a Hódmezővásárhelyi Mezőgazdasági Gépgyártó és Szolgáltató Vállalat Sándorfalvi Gyáregysége volt. A vállalat 1948–1950 között Csongrád megyében 24 gépállomást hozott létre. A géppark a sándorfalvi gépállomáson is folyamatosan bővült, majd a gépjavítással is foglalkozni kezdtek. Az 1970-es évek elejétől gépalkatrészek gyártása lett a fő profil. A gyáregységet 1989-ben kft.-vé alakították, majd 1994-ben felszámolták, így 160 munkahely szűnt meg. A néhai gyáregység területén jelenleg négy gazdálkodó egység működik mintegy 80 fő foglalkoztatottal.
A megszűnt munkahelyeken dolgozók egy része vállalkozóvá vált, más része Szegeden talált munkát, illetve a helyi vállalkozásoknál (asztalosüzemben, konzervüzemben, szállítmányozási cégnél) helyezkedett el. A település egyik legnagyobb munkáltatója a vízművet is üzemeltető kútfúró, építő és termál-energetikai kft. Az összes vállalkozások száma 620, amelyből csaknem 500 egyéni vállalkozó.
A kereskedelemben 1945 előtt magánkereskedők működtek csak a településen. Az 1950-es években megépült a kenyérüzem, amely boltot is üzemeltetett. 1945 után a megalakult földműves szövetkezet – később ÁFÉSZ – tevékenysége volt a meghatározó. 1990-től ugrásszerűen megnőtt a kiskereskedelmi üzletek száma. A 86 kiskereskedelmi üzletből 25 élelmiszer jellegű, de megtalálható a településen az iparcikk jellegű üzlet, ruházati, vasáru-, festék-, üvegszaküzletek, valamint könyv-, újság és papíráru főprofilú üzlet is. A 32 vendéglátó egységből 14 étterem és cukrászda. A településen csak egy panzió működik 20 ággyal.

## Közlekedése, infrastruktúrája
Sándorfalva sokáig elzárt település volt, hiszen nem kötötte össze jól járható szilárd út sem Szegeddel, sem pedig a tőle 2 km-re levő „nemzetközi” úttal. A településen 1949-ben indult be az áramszolgáltatás, 1968-ban épült ki az ivóvízhálózat. 1980-tól folyamatosan épültek az utcákban a szilárd utak, jelenleg a belterületi utcák több mint 80%-a szilárd burkolatú. 1984–1988 között megépült a vezetékes gázhálózat a teljes belterületen, 2005-ig több mint 2500 lakást kapcsoltak a rá.  A teljes belterületen 1993-ban kiépült a telefon- és a kábeltelevíziós hálózat, 2005-ben már 4 internetszolgáltató működik a településen.

## Egészségügy, szociális gondoskodás
A sándorfalviak alapfokú egészségügyi ellátása 4 háziorvosra, közöttük egy gyermekorvosra hárul. Az orvosok leterheltsége – több mint kétezer lakos orvosonként – mind a többi város, mind pedig a megye átlagához képest lényegesen nagyobb. A járóbeteg-szakellátást fogorvos képviseli, a szakrendelésekre minden szakágban a betegeket Szeged egészségügyi intézményei fogadják.
A szociális gondoskodás intézményesített formáira leginkább igényt tartó réteg az időskorúaké. Sándorfalván egy idősek klubja működik, amely 25 idős ember nappali ellátásáról, étkeztetéséről gondoskodik. Szállást is biztosító idősek otthonával nem rendelkezik a település, de szociális étkeztetéssel, házi segítségnyújtással otthonukban támogatják az arra rászorulókat. A településen Családsegítő és Gyermekjóléti Szolgálat működik. A családok egészségük megőrzéséhez és az egészségneveléshez a Védőnői Szolgálat 3 védőnőjének segítségére számíthatnak. Fontos szerepet tölt be a külterületeken élők számára a Tanyagondnoki Szolgálat is.

## Oktatás
A pozitív migrációs folyamatok hozadéka többek között az, hogy növekszik a településen a közösségi gondoskodásra igényt tartó generációk létszáma.
A legfiatalabbak nappali elhelyezésére, gondozására az önkormányzat egy bölcsődét tart fent. A település óvodájának története még 1883-ra nyúlik vissza, amikor az „nyári menedékház”-ként működött. Az intézmény 1984-ben egy új épülettel gazdagodott, s ennek 20. évfordulóján vette föl az óvoda a Pipacs Óvoda nevet, utalva a falu alapításkori „becenevére”, amit az új házak megszokott zsúpfedelet felváltó piros cserépfedése miatt kapott. Az óvodák is meglehetősen zsúfoltak. A sándorfalvi általános iskola a település-alapító Pallavicini Sándorról kapta a nevét. Az intézmény 25 osztálytermében 2004-ben 689 gyermek tanult. Az egy osztályra jutó tanulólétszám kissé alacsonyabb a többi város átlagánál, ami kedvezőbb feltételeket teremt a minőségi munkának. Az általános iskola világhálóra kötött számítógépekkel rendelkezik, a diákokat és a tanárokat 60 számítógép várja. Középfokú tanulmányok folytatására csak felnőttképzés keretében van helyben lehetőség: a Budakalász Gimnázium Sándorfalvi Tagiskolájában a 2004-es tanévben 72-en tanultak. Alapfokú művészeti oktatás is folyik a városban: a Sándorfalvi Térségi Alapfokú Művészetoktatási Intézmény (STAMI) 1996-ban a helyi közművelődési szakemberek kezdeményezésére alakult meg. A fiatalok bármely művészeti ág közül választhatnak kedvük szerint.

## Művelődés, kultúra
A településen a kultúra az alapítást követően a külterületi olvasókörökben, valamint a belterületi magánvendéglátó helyeken bontakozott ki. A belterületen az iparos kör könyvtára és vigalmi felelőse járt élen a kultúra közvetítésében. Tánccsoportok, zenekarok alakultak, amelyek a népi kultúra megőrzésében játszottak fontos szerepet.
Az 1960-as évektől van művelődési ház, amely korábban magánkocsma és bálterem volt. Az ezredfordulóra az önkormányzat a Budai Sándor Művelődési Házat felújíttatta, és jelenleg is üzemelteti részben önálló intézményén, a Sándorfalvi Kulturális Központon keresztül. Problémát jelent, hogy kevés terme van, továbbá a nagyteremnek is kicsi a befogadóképessége. A művelődési ház a hét minden napján foglalt, hiszen a művészeti iskola (csaknem 300 tanuló), valamint a civil szervezetek többsége is itt tartja az oktatást és a rendezvényeik zömét. A művelődési házban található a teleház, amely 2001-ben nyílt meg. A művelődési ház családi rendezvények tartását is vállalja. A művelődési házban – elsősorban sándorfalvi kötődésű festőművészek részvételével - évente 3-5 kiállítás is van. A művelődési ház vezetője, Gajdosné Pataki Zsuzsanna 2011-ben Bessenyei György-díjat kapott.
Sándorfalván 1950-ben alapítottak könyvtárat, mely 1972-ben bekapcsolódott a Petőfi Emlékkönyvtár mozgalomba. A könyvtárat az egykori jegyzői házban alakították ki. A közelmúltban felújították és 2011. január 11-én ünnepélyes keretek között adták át. A könyvtár olvasóteremmel, valamint „hangos könyvtári” jelleggel is rendelkezik. A könyvtár épületének homlokzatán látható Petőfi Sándor arcképének domborműve, me felirata: „Petőfi Emlékkönyvtár 1973”. A relief alkotója Borsos Miklós szobrászművész. A domborműből több példány is készült, melyeket a Petőfi Emlékkönyvtár mozgalomba bekapcsolódott könyvtárak épületére kihelyeztek.
A városi könyvtáron kívül az általános iskolában is működik könyvtár több mint tízezer kötettel.
2010 végére létrehoztak egy korszerű, többfunkciós ifjúsági közösségi teret, a Széchenyi Ifjúsági Közösségi Központot (SZIKK). Az épületben klubszobát, rendezvénytermet, valamint oktató- és előadótermet is kialakítottak, ahol ezentúl összejöveteleket, előadásokat, képzéseket, rendezvényeket, klubfoglalkozásokat tarthatnak.
A Sándorfalva Városi Énekkar 2006-ban jött létre, tagjainak egyharmadát a korábban megalakult Őszirózsa Népdalkör alkotja. A Szépasszonyok Néptánccsoport is gyakran fellép rendezvényeken.
A sándorfalvi népviselet: a férfiak derékban leráncolt rojtos szélű bő gatyát, kézelős rövid derekú fehér inget, bársony kislajbit, keményszárú csizmát, bársony vagy posztó csizmanadrágot és fekete kalapot viseltek. A nők fehér vászon rövid inget, térden alul érő pöndölt, derekas szoknyát, lyukhímzéssel díszített, „slingölt”, kikeményített alsószoknyát, „mejjes” kötőt és csupaszpapucsot viseltek.

## Civil szervezetek
A társadalmi életet erősítő nonprofit szektor Sándorfalván is virágzik. A lokálpatrióták által alapított civil szervezetek (alapítványok, egyesületek) tevékenységi köre igen szerteágazó, foglalkoznak sport- és szabadidős tevékenységgel, oktatással, kultúrával, településfejlesztéssel, polgárvédelemmel, valamint gazdasági érdekvédelemmel. Van többek között az iskolásoknak és a nyugdíjasoknak, a nagycsaládosoknak és a mozgáskorlátozottaknak, a polgárőröknek és a tűzoltóknak, továbbá helyi specialitásként a citerásoknak egy-egy egyesülete, bejegyeztek gazdakört, ipartestületet és vadásztársaságot.

## Sportélet
A településen egységes sportkör működik. Női labdarúgók az NB II-ben szerepelnek. A férfi labdarúgó szakosztályban 7 éves kortól oktatják a gyermekeket. Első csapatuk a megyei I. osztályban szerepel. Az egyesület labdarúgó szakosztálya régiós szinten is elismert utánpótlásnevelő hely. A női kézilabda-szakosztály 10 éves kortól foglalkozik a lányokkal. Első csapatuk megyei bajnokságban szerepel. A kick-box szakosztály az ezredforduló után alakult, ennek ellenére Sándorfalva település első világbajnoki érmét e szakosztály „hozta”: Busa Gabriella korosztályos VB-n bronzérmes lett. 2004-ben az autós rali szakosztály biztosít versenylehetőséget a technikai sportot szeretők részére.  Az egyesületnek kb. 250 tagja van. Az iskolai DSK-ban labdarúgás, kézilabda és kosárlabda szakcsoport működik. A település rendszeresen részt vesz a Kihívás Napján. Házigazdája a Városnapi nemzetközi kispályás labdarúgó tornának, ahol 16–20 csapat szerepel; a Május 1-jei kispályás labdarúgó emléktornán 8 csapat szórakoztatja a  majális résztvevőit.
Sportolási célokat 2 füves nagypálya (az egyik világítással ellátva), 3 füves, 1 salakos, 1 bitumenes kispálya, salakos teniszpálya szolgál. A város határában az extrémsportokat kedvelőknek siklóernyős pálya működik. A csongrádi műúttól keletre, a Sándorfalvi-erdő területén található a Fehérföldes lőtér.
A vadászok apróvadas területként tartják számon a Sándorfalvi-erdőt. Vadászházként működik ma az egykori Csikós-csárda , mely régen a szeged-pusztaszeri uradalmi út pihenőhelye volt. Horgászni a Nádas-tón és az Atkai-holtág területén lehet. A környékbeli vadászattal kapcsolatban a Sándorfalvi Vadásztársaságnál, a horgászattal kapcsolatosan pedig a szegedi Herman Ottó Horgászegyesületnél lehet érdeklődni.

## Kikapcsolódási lehetőségek
Sándorfalván vezet keresztül mind a Tisza-menti kerékpáros túra, mind az Országos Kéktúra útvonala, Algyő és Dóc között pedig egy sárga jelzésű turista út is szép kikapcsolódást ígér.
A település jelentősebb rendezvénye a Tavaszváró koncert, a Sándor napi citerafesztivál, a Falunap, a Nyugdíjas táncegyüttesek országos találkozója, a Nemzetközi Falujáró Fesztivál. Az első Sándorfalvi Böllérnapot 1997-ben rendezték meg, a harmadikat 1999-ben az MTV1 közvetítette, 2011-ben pedig az utolsó, tizenötödik böllérnap zajlott le. A böllérnap során bemutatásra kerültek a hagyományos disznótoros szokások, fogások, ízletes ételek (pl. sült vér, különféle sültek, orjaleves, sertéspörkölt, sült hurka, sült kolbász, szárma).
A település belterületén egészen 2007-ig működött a homokdűlői Borbála strandfürdő, amelyet aztán már nem újíttatott fel a város vezetése. Helyette a kővágói bányatónál épült ki és nyílt meg 2011 nyarán a Nádastó Szabadidőpark horgásztó és strand. A Nádas-tavon már korábban is lehetett horgászni, fürödni és csónakázni. 2021-ben épült egy bivalyistálló, hozzá egy tanösvény és egy merengő.
A Magyarok Világparkja egy kezdeményezésként indult 2000 augusztusában: Sándorfalvától északra, a Csongrád felé vezető műút mellett a dóci útelágazástól közel egy km-rel délre található az a terület, amire a szervezők horgásztavat, fogadót, kempinget képzeltek el az ópusztaszeri emlékparktól nem messze. A látogatóknak interneten pihenési, szórakozási, s a „Legyen egy fád a hazában!" szlogennel faültetési lehetőséget hirdettek. A facsemeték megvásárlása és elültetése után már a szervezők vállalták a növények gondozását, valamint egy gravírozott emléktáblára írták az ültetők nevét. Másfél év alatt egy 300 fás ligetet ültettek ismert személyiségek, s sokan pártfogásukba is vették a parkot. A Magyarok Világparkja azonban tönkrement.

## Nevezetességek, látnivalók
A település alapítása előtt is állt már a Pallavicini család uradalmi vadászkastélya. A Fő tér szomszédságában, hangulatos park közepén álló, felújított, állandó nyitvatartással működő, akadálymentes Pallavicini kastély termeiben jelenleg állandó és időszaki kiállítások is helyet kapnak. Állandó tárlaton mutatják be az őrgrófi család történetét és mindennapjait felidéző emléktárgyakat, bútorokat és dokumentumokat, a dél-alföldi arisztokrácia – azon belül is az ún. Mindszent-algyői uradalom és a grófi család –, valamint az alkalmazásukban élők egykori életét. Ugyancsak állandó tárlaton ismerhető meg Sándorfalva története és népélete. A kastélyban kaptak méltó helyet Budai Sándor népművész naiv festményei, és Sándorfalva Díszpolgárainak tablói. Az időszaki kiállításokon a helyi vagy Sándorfalvához kötődő alkotók, képzőművészek, kézművesek munkáit mutatják be, néprajzi tárlatokat nyitnak. A kastély bálok, konferenciák, komolyzenei koncertek s házasságkötések helyszíne is. Az épület alagsorában a hangulatos Kastély Kávézó is várja a látogatókat.
Sándorfalva – 2002-től kezdődő, több ütemben történő, felújítás alatt álló – központja a nagyméretű, árnyas, lombos Szabadság tér, közepén az eklektikus stílusban épült római katolikus templommal, amelyet Pallavicini Sándor építtetett, s 1882-ben a váci püspök szentelt fel Szűz Mária tiszteletére. Főoltárképe Szűz Máriát ábrázolja. Mária főoltárán kívül Szent Anna mellékoltára van. A templomhajó hossza 30 m, szélessége 18 m, magassága 10 m, a torony magassága 22 m. A templom falait borító szekkókat, melyek a Biblia jeles személyiségeit és a magyar szenteket örökítik meg, Ádám Sándor festette 1945-ben. A templom körüli kálvária felújított állomásainak domborműveit 2002-ben Domonkos Béla szobrászművész készítette. A templom hátsó falán található az első világháborús emléktábla, mely a több mint kétszáz, hősi halált halt sándorfalvi katonának állít emléket.
A Fő tér polgármesteri hivatal felőli oldalán látható Petőfi Sándor és Arany János mellszobra. Mindkettő Kelemen Kristóf alkotása (1972, 1979), csakúgy, mint a 2000-ben, a falunapon leleplezett Szent István-szobor, amely szintén a Fő téren áll.
A Trianon után Sándorfalvára is települtek reformátusok. A Dózsa György utcában álló, 1940-ben felszentelt templomuk érdekessége, hogy vályogból épült, s emiatt Vályogtemplom néven is említik.
Budai Sándor szülőházában működik a Budai Sándor Emlékház, Tájház és Citeramúzeum, melynek felújítása 2011-ben fejeződött be. Az épületben megtekinthető Budai Sándor egykori lakása, továbbá berendeztek egy bognár- és egy citerakészítő műhelyt is. A jellegzetes magyar népi hangszer készítését, múltját bemutató citeratörténeti kiállítás csak itt látható Magyarország területén. A sándorfalvi Budai Sándor Citerazenekar több mint fél évszázados története is áttekinthető a helyszínen. A múzeumhoz – mint a helyi paraszti lakóházakhoz általában – tartozó udvaron fedett-nyitott szín épült újjá, hogy helyet adjon a hajdani falusi portákon használatos tárgyak, mezőgazdasági eszközök bemutatásának.
Néhány utcában (Aradi u., Dózsa Gy. u.) még találunk jellegzetes, századforduló táján épült házat. Nevezetes a csongrádi műút mellett álló Csúzdi dűlői tanyasor, amely Sándorfalva külterületének északi határánál fekszik.
A műúton Szeged felé haladva, a település belterületétől 500 m-re található a késő barokk Nepomuki Szent János-szobor: már Balla Antal 1778. évi térképe föltünteti. A megcsonkított kőszobrot 1992-ben restaurálta Kalmár Márton szobrászművész.

## Sándorfalvához kötődő híres emberek
- Budai Sándor (1918, Szeged - 1986, Sándorfalva) citeraművész, citerakészítő, festőművész, népművész.

A sándorfalvi népi művészet hírét országban-világban Budai Sándor népművész alapozta meg. Sokoldalúságát, népművészeti tehetségének hírét citeraiskola teremtése, naiv festményei, meséi prezentálják. Szegeden született, de a Pallavicini-uradalomban napszámos földműves szülők gyermekeként Sándorfalván nevelkedett, ahol „a tizenéves fiatalok is citeraszóra táncolgattak a kurta- vagy a padkaporos bálokban.” Az elemi iskola befejeztével szülei inasnak adták Békefi Dezső bognármester műhelyébe. Itt minden, a fafeldolgozással kapcsolatos tudást elsajátított. A citerázás alapfogásait Silóczki Sándortól sajátította el, és már 12 évesen elkészítette első hangszerét. A háborúból hazatérve a helyi kisipari szövetkezetben kezdett dolgozni. 1957-ben megalapította a sándorfalvi citerazenekart. Az együttessel hazai és nemzetközi sikereket ért el, több filmben is szerepelt, miután Jancsó Miklós – megismerve kiváló citeraegyüttesét – meghívta a Fényes szelek című filmbe. Az együttesben használt hangszereket ő készítette. Vagy 1967-ben vagy 1968-ban Népművészet Mestere díjat citerakészítő munkásságáért kapta. Művészi famegmunkálású citerái - nevezetesek csikófejes és hasas citerái - a világ számos országába kerültek néprajzi, múzeumi és magángyűjteményekbe a British Museumtól az abesszin császári palotáig, a hajdani Szovjetuniótól Belgiumot át Norvégiáig, Afrikáig és Amerikáig. Naiv festőként is ismertté vált: fiatalsága falusi népéletét örökítette meg festményein. Íráskészsége, néprajzi gyűjtői rátermettsége is kiváló volt. 1969-től a Csongrád megyei Néprajzi és Nyelvjárási Pályázatokra hat alkalommal nyújtott be pályamunkát. 1971-ben pályamunkát írt a citeráról, melyben összefoglalta a hangszer történetét, lerajzolta változatait. Halála után citerazenekara felvette a nevét, s róla nevezték el a helyi művelődési házat is. 1999-ben posztumusz Sándorfalva díszpolgára lett. Volt lakóházán emléktábla hirdeti munkásságát. Sajátos naiv festményei egy részét a kecskeméti Magyar Naiv Művészek Múzeuma és a szegedi Móra Ferenc Múzeum is őrzi.
- Bod Árpád (1893, Simontelke - 1984, Sándorfalva) orvos, festőművész.

A Sándorfalván valaha is élt és alkotott képzőművészek közül a településhez leghosszabb ideig Bod Árpád kötődött. Az erdélyi kis faluban, Simontelkén 1893-ban született Bod Árpád gyermekként került Kolozsvárra, ott kezdett el rajzolni, agyagozni, művészekkel és a művészetekkel barátkozni, s ott kezdte orvosi tanulmányait. A kolozsvári egyetem áttelepítése után, 1922-ben, Szegeden avatták orvosdoktorrá, a szentesi megyei kórházban kezdte gyógyítómunkáját, majd 1926 januárjától Sándorfalvára került, ahol köztiszteletben álló körzeti orvosként tevékenykedett 1963 júniusáig, nyugállományba vonulásáig. Az igen intenzív orvosi munkálkodás mellett mindvégig élénken élt benne a festészet iránti szenvedély, s kereste a képalkotásnak, a szűkebb környezete megörökítésének lehetőségeit. Művészi hajlamainak és képességeinek kiélésére azonban csak a nyugdíjas években jutott igazán ideje, s életének utolsó szakaszában szerepelhettek művei kiállításokon is. 1977-ben a Magyar Nemzeti Galéria megvásárolta gyűjteményébe Bod Árpád egyik önarcképét. Sándorfalva alapításának 100. évfordulóján a településhez kötődő alkotótársaival közösen rendezett kiállítását Pogány Ödön Gábor, a Nemzeti Galéria főigazgatója nyitotta meg a sándorfalvi művelődési házban 1979 áprilisában. 1984-ben hunyt el Sándorfalván. Születésének 100. évfordulóján, 1993-ban avatták fel sándorfalvi családi házának falán azt a domborművet, amelyet Máté István csongrádi szobrászművész készített az emlékezetére.
- Boros Ilona grafikus, festőművész
- Busa Gabriella kick-bokszoló
- Csókási testvérpár néptánc
- Deák Zoltán festőművész
- Kiss Gyula festőművész
- Kelemen Kristóf (1922. augusztus 5., Máriafölde - 2001. október 25.) szobrászművész.
- Kristó Nagy István (1921–2010) kritikus, irodalomtörténész, művészettörténész, műfordító.
- Kukovetz Nana festőművész
- Nagy Márta zongoraművész, Sándorfalváról származik.
- Pádi István fafaragó
- Sipos László színész, itt született
- Wárkonyi Gyula festőművész, költő
- Juhász Antal néprajzkutató, aki a Sándorfalva története és népélete című monográfia szerkesztője.[28][29]
- Kovács István (KHL Pisti) televíziós jégkorong-szakkommentátor[30]

## Nemzetközi kapcsolatai
Sándorfalva élénk nemzetközi kapcsolatokat ápol, a legrégebbit a partiumi, Temes megyei Újszentessel, 1995 óta. Ez önkormányzati, intézményi, egyesületi kapcsolatokból áll. Az újszentesi gyerekek minden évben részt vesznek a kulturális egyesület által szervezett alkotótáborban.
A németországi Loitzcal 1999 óta tart a kapcsolat, melyet 2002-ben testvér-települési megállapodással erősített meg a két település önkormányzati testülete. Az olaszországi Baragiano városával 2001 óta van kapcsolata a városnak. Rendszeresen részt vesznek egymás gasztronómiai rendezvényein (pl. sándorfalvi Böllérnap), továbbá folklórbemutatókkal erősítik a két város írásban is rögzített kapcsolatát. A Vajdaság területén levő Muzslya településsel 2004 óta van kapcsolatuk. Kulturális delegációk vesznek részt a települési és körzeti rendezvényeken. A 2006-os városnapokon európai uniós támogatással valósult meg a testvérvárosok találkozója.

### Testvérvárosai
- Újszentes, Románia (Bánság)
- Stettlen, Svájc
- Loitz, Németország
- Baragiano, Olaszország
- Muzslya, Szerbia (Vajdaság, Bánság)
- Törökbecse, Szerbia (Vajdaság, Bánság)[31]
- Szentegyháza, Románia (Erdély)[32]

## Kapcsolódó lapok
- Megrakják a tüzet